# Битка при Враца
Битката при Враца е действие на Западния отряд и овладяване на град Враца като център за формиране на Орханийската армия след третата атака на Плевен.

## Оперативна обстановка
След третата атака на Плевен и преминаване към създаване на блокаден пръстен около града се увеличава оперативното значение на Враца. Врачанският османски гарнизон е център на формиращата се Орханийска армия и поддържа съобщителните линии в направлението Северозападна България-Сърбия. Превземането на града от руските сили е належащо и е част от действията при Плевен. За целта е сформиран Десен летящ отряд (командир генерал-майор Николай Леонов) на основата на кавалерийски части от II Гвардейска Кавалерийска дивизия. Съсредоточава се при с. Махалата (дн. Пелово).

## Освобождаване на Враца
На 26 октомври/7 ноември 1877 г. отрядът излиза от с. Махалата в направление на град Враца. Отхвърля османските разезди и на следващия ден достига града. Генерал-майор Леонов разделя отряда на две колони. На 28 октомври/9 ноември обхваща двата фланга на противниковите позиции. Османските сили са изненадани от дръзкото нападение и оказват разпокъсана съпротива. Изоставят значителни количества продоволствие и безредно отстъпват в направление на с. Згориград. В 15:30 часа, частите на генерал-майор Леонов влизат в града. Командирът на II Гвардейска Кавалерийска дивизия, генерал-лейтенант Йосиф Гурко установява своя щаб във Враца.